# HIP 5158
Désignations
HIP 5158 est une étoile située dans la constellation de la Baleine. Elle porte l’ancienne désignation CD-23 395, qui est dérivée du Córdoba Durchmusterung. D’après les mesures de la parallaxe, elle est située à 169 années-lumière du Soleil. Elle a une magnitude absolue de 7,11, mais à cette distance, l’étoile a une magnitude apparente de 10,16, ce qui est trop faible pour être visible à l’œil nu. Le système s’éloigne avec une vitesse radiale de 15,3 km/s et elle a un mouvement propre relativement élevée, traversant la sphère céleste à une vitesse angulaire de 0,205" an-1.
Le spectre d'HIP 5158 correspond à une naine orange, avec un type spectral K5V. L’âge de cette étoile est peu limité, mais elle semble être comparable à celle du Soleil. Elle tourne lentement avec une période de rotation d’environ 42,3 jours. Elle semble riche en métaux, ayant une concentration d’éléments lourds égale à 125% de l’abondance solaire. Il a 75 % de la masse du Soleil et 60 % du rayon du Soleil. L’étoile ne rayonne que 19 % de la luminosité du Soleil à partir de sa photosphère à une température effective de 4 571 K.

## Système planétaire
En 2009, une planète géante gazeuse (HIP 5158 b (en)) a été trouvée en orbite autour de l’étoile. La dérive quadratique des vitesses radiales a indiqué la présence d’une planète externe supplémentaire dans le système, ce qui a été confirmé en 2011. La grande incertitude de la masse d'HIP 5158 c laisse planer la question de savoir s’il s’agit d’une exoplanète ou d’une naine brune.
| Planète | Masse      | Demi-grand axe (ua) | Période orbitale (jours) | Excentricité | Inclinaison | Rayon |
| ------- | ---------- | ------------------- | ------------------------ | ------------ | ----------- | ----- |
| b (en)  | ≥ 1,42 MJ  | 0,89                | 345,72 ± 5,37            | 0,52 ± 0,08  |             |       |
| c (en)  | ≥ 15,04 MJ | 7,7±1,88            | 9 018 ± 3 181            | 0,14 ± 0,1   |             |       |